# Soundstage

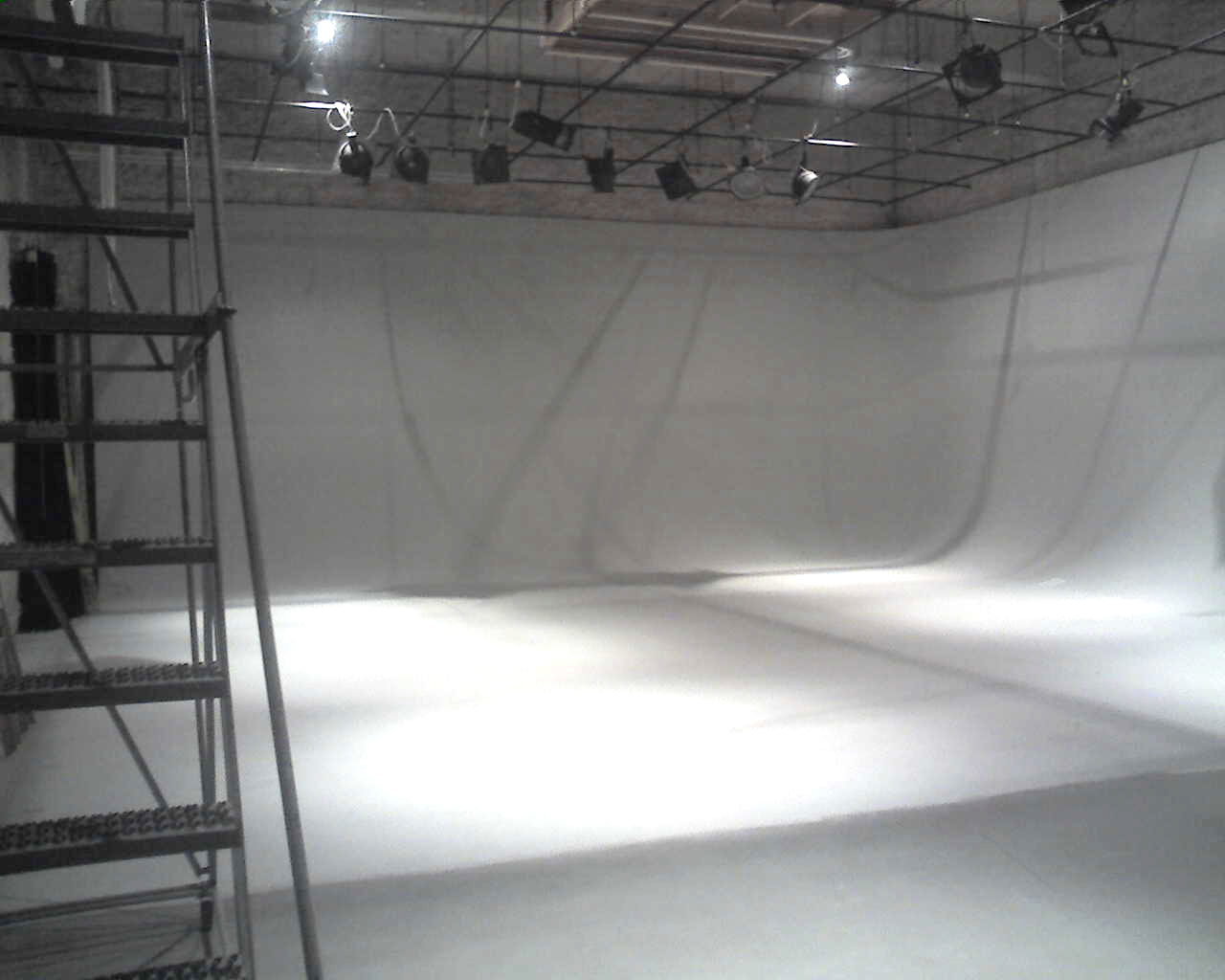
Der Video Wisconsin Sound Stage

Eine Soundstage ist ein schalldichter Raum für die Filmproduktion. Sie ist das zentrale Element eines Filmstudios. Damit können alle störenden externen Geräusche wie Verkehrslärm oder das Summen von Klimaanlagen ferngehalten werden. Die soliden Innenwände werden gepolstert, um bei den Tonaufnahmen einen Widerhall zu verhindern. Sie sind selten kleiner als 140 m² und können bis zu 2800 m² groß sein. Einige der größten Soundstages sind auch mit Tanks für Unterwasseraufnahmen ausgestattet. Die kleinsten Filmstudios verfügen nur über eine oder zwei Soundstages, die größten Hollywood-Studios über 30. Ein weiterer Vorteil in Soundstages zu drehen, besteht darin, dass unterschiedliche Sets wie eine Wohnung, ein Restaurant, ein Gerichtssaal oder ein Outdoorsetting mit hohen Tannen und dicker Schneedecke wie in Kesselschlacht aufgebaut werden können, ohne dass das Filmteam zu den verschiedenen Drehorten reisen muss. Manche aufwändige Sets lassen sich auch mieten. So verfügt beispielsweise Air Hollywood in Los Angeles über Soundstages mit verschiedenen Flugzeugkabinen und einen komplett nachgebauten Flughafenterminal, die sie Filmproduktionsgesellschaften anbietet.